# The Storyteller (Fernsehserie)
The Storyteller ist eine Fernsehserie, in der reale Schauspieler mit Figuren aus Jim Henson’s Creature Shop agierten. Es war eine US-amerikanisch-britische Co-Produktion welche erstmals 1987 ausgestrahlt und von Jim Henson erschaffen und produziert wurde. Die einzelnen Episoden der Serie basieren auf verschiedenen europäischen Märchen (deutschen, russischen, griechischen & keltischen Ursprungs), die mit Schauspielern und Puppen dargestellt werden. In der Rahmenhandlung werden diese Geschichten erzählt von einem alten Geschichtenerzähler (engl. Storyteller – gespielt von John Hurt), der am Kaminfeuer sitzt und jede dieser Sagen seinem sprechenden Hund (einer realistisch aussehenden Puppe – gespielt und gesprochen von Brian Henson) erzählt. Die Musik in der Serie kam von Rachel Portman.

## Liste der Episoden

### Staffel 1
Jede halbstündige Episode wurde geschrieben von Anthony Minghella. Nur neun wurden fertiggestellt:
1. Der Soldat und der Tod (The Soldier and Death)*
2. Von einem, der auszog, das Fürchten zu lernen (Fearnot)
3. Das Glückskind (The Luck Child)
4. Die fehlende Geschichte (A Story Short)
5. Hans mein Igel (Hans My Hedgehog)
6. Die drei Raben (The Three Ravens)*
7. Die Kummerliese (Sapsorrow)*
8. Der herzlose Riese (The Heartless Giant)*
9. Die wahre Braut (The True Bride)*

* diese Episode wurde erstmals innerhalb der Jim Henson Hour ausgestrahlt
Auf DVD folgen die einzelnen Geschichten der Reihenfolge der US-Ausstrahlung:
1. Hans mein Igel (Hans My Hedgehog)
2. Von einem, der auszog das Fürchten zu lernen (Fearnot)
3. Die fehlende Geschichte (A Story Short)
4. Das Glückskind (The Luck Child)
5. Der Soldat und Tod (The Soldier and Death)
6. Die wahre Braut (The True Bride)
7. Die drei Raben (The Three Ravens)
8. Die Kummerliese (Sapsorrow)
9. Der herzlose Riese (The Heartless Giant)

### Staffel 2
Henson wagte sich später an eine Nachfolgeserie, The Storyteller: Greek Myths (dt.: The Storyteller: Griechische Sagen), welche einen anderen Geschichtenerzähler hatte (Michael Gambon), allerdings den gleichen Hund. Die zweite Serie konzentrierte sich auf die Griechische Mythologie, die Rahmenhandlung fand im Labyrinth des Minotauros statt am Kaminfeuer des (alten) Erzählers statt, durch dessen Gänge der neue Erzähler und der Hund wanderten. Nur vier Episoden wurden produziert:
1. Daedalus and Icarus
2. Orpheus and Eurydice
3. Perseus and the Gorgon
4. Theseus and the Minotaur

Auf DVD folgen die einzelnen Geschichten der Reihenfolge der US-Ausstrahlung:
1. Perseus and the Gorgon
2. Daedalus and Icarus
3. Theseus and the Minotaur
4. Orpheus and Eurydice